# JNNニュースデスク
『JNNニュースデスク』（ジェイエヌエヌ ニュースデスク）は、TBS（JNN）系列にて1969年3月31日から1988年9月25日にかけて 放送していた深夜最終便のニュース番組である。カラー放送。

## 概要・沿革
深夜の時間帯に大型のニュース番組を放送して欲しいとの要望に応え、1969年3月31日より放送を開始した。
当初は25分間の放送で一日のまとめのニュースのほか、ゲストとの対談や討論、10分前後の企画もので構成していた。1975年3月31日以降（1978年4月1日に再開された土曜版を含む）は、放送時間が15分間に短縮されたため、基本的にストレートニュース中心にミニ特集をはさむ構成に変わった。
初代のキャスターは琉球放送の稲福健蔵で、1970年3月30日から信越放送の安田浄が担当するなど、初期はJNN加盟各地方局から出向した報道アナウンサーや記者がキャスターとして担当するケースが多かったが、1970年に土曜日の放送が開始した際に木曜日から土曜日を新堀俊明が担当するようになり、以後は徐々にTBSの報道記者・アナウンサーが担当するようになった（1983年4月から1985年9月までキャスターを務めた、当時共同通信社所属の加藤和雄は例外）。
オープニングのテーマ音楽は同時期の『JNNニュースコープ』のオープニングテーマと基本的には同じ。その後、23:15 - 23:35にはスポーツニュース番組『JNNスポーツデスク』 が放送された。
1986年10月にニュースデスク、スポーツチャンネルが統合・拡大し『ネットワークJNN』に移行、平日のみ番組は終了し1988年9月いっぱいで土曜・日曜も終了し完全に番組が終了した。
1988年10月から1989年9月までに、『JNNニュース22プライムタイム』の後番組として、22:00から『JNNニュースデスク'88』→『JNNニュースデスク'89』が放送されていた（詳細はその記事を参照）。
なお、サンテレビジョンでも1980年から1985年ごろに夕方に「ニュースデスク」という番組が放送されていたが当番組とは何ら関係ない。

## 放送時間
| 期間      | 期間      | 月〜木曜日            | 金曜日                | 土曜日                | 日曜日                |
| --------- | --------- | --------------------- | --------------------- | --------------------- | --------------------- |
| 1969.3.31 | 1970.3.27 | 23:00 - 23:25（25分） | 23:00 - 23:25（25分） | （放送なし）          | （放送なし）          |
| 1970.3.30 | 1973.3.31 | 23:00 - 23:25（25分） | 23:00 - 23:25（25分） | 23:00 - 23:25（25分） | （放送なし）          |
| 1973.4.2  | 1975.3.28 | 23:00 - 23:25（25分） | 23:00 - 23:25（25分） | （放送なし）          | （放送なし）          |
| 1975.3.31 | 1978.3.26 | 23:00 - 23:15（15分） | 23:00 - 23:15（15分） | （放送なし）          | （放送なし）          |
| 1978.3.27 | 1981.3.28 | 23:00 - 23:15（15分） | 23:00 - 23:15（15分） | 23:00 - 23:15（15分） | （放送なし）          |
| 1981.3.30 | 1984.4.1  | 23:00 - 23:15（15分） | 23:00 - 23:15（15分） | 23:00 - 23:15（15分） | 23:30 - 23:40（10分） |
| 1984.4.2  | 1986.3.30 | 23:00 - 23:15（15分） | 23:00 - 23:15（15分） | 23:30 - 23:45（15分） | 23:30 - 23:40（10分） |
| 1986.3.31 | 1986.9.28 | 23:00 - 23:15（15分） | 23:30 - 23:45（15分） | 23:30 - 23:45（15分） | 23:30 - 23:40（10分） |
| 1986.10.4 | 1987.9.27 | （放送終了）          | （放送終了）          | 23:30 - 23:45（15分） | 23:30 - 23:40（10分） |
| 1987.10.3 | 1988.3.27 | （放送終了）          | （放送終了）          | 24:20 - 24:30（10分） | 23:30 - 23:40（10分） |
| 1988.4.2  | 1988.9.25 | （放送終了）          | （放送終了）          | 24:20 - 24:30（10分） | 24:00 - 24:10（10分） |

備考
- すべてJST。
- 放送開始から1970年3月、及び1973年4月から1978年3月までは平日のみの放送。週末は『JNNニュース』を放送。
- 1970年4月から土曜版が新設。1973年3月に一旦終了するが、1978年4月に復活。
- 1981年4月から日曜版が新設され、全日放送となる。
- 1984年4月から土曜日は23時台前半に『おもしろ流行通信』が開始されたのに伴い、30分繰り下げて放送。
- 1986年4月から金曜日は23時台前半に『だぅもありがと!』が開始されたのに伴い、30分繰り下げて放送。
- 1986年10月から週末のみの放送となる。
- 1987年10月から土曜日は23時台に『中村敦夫の地球発23時』（毎日放送制作・木曜22時台から移行）が開始されたのに伴い、50分繰り下がったうえ5分縮小された。

## 歴代のメインキャスター
| 期間      | 期間      | 月曜日                          | 火曜日                          | 水曜日                          | 木曜日                          | 金曜日            | 土曜日            | 日曜日            |
| --------- | --------- | ------------------------------- | ------------------------------- | ------------------------------- | ------------------------------- | ----------------- | ----------------- | ----------------- |
| 1969.3.31 | 1970.3.27 | 稲福健蔵（RBC）                 | 稲福健蔵（RBC）                 | 稲福健蔵（RBC）                 | 稲福健蔵（RBC）                 | 稲福健蔵（RBC）   | （放送なし）      | （放送なし）      |
| 1970.3.30 | 1971.4.3  | 安田浄（SBC）                   | 安田浄（SBC）                   | 安田浄（SBC）                   | 新堀俊明                        | 新堀俊明          | 新堀俊明          | （放送なし）      |
| 1971.4.5  | 1972.4.1  | 西川通（TBC）                   | 西川通（TBC）                   | 西川通（TBC）                   | 西川通（TBC）                   | 西川通（TBC）     | 新堀俊明          | （放送なし）      |
| 1972.4.3  | 1973.3.31 | 村岡芳行（RCC）                 | 村岡芳行（RCC）                 | 村岡芳行（RCC）                 | 新堀俊明                        | 新堀俊明          | 新堀俊明          | （放送なし）      |
| 1973.4.2  | 1973.9.28 | 喜田治男（MBC）                 | 喜田治男（MBC）                 | 喜田治男（MBC）                 | 新堀俊明                        | 新堀俊明          | （放送なし）      | （放送なし）      |
| 1973.10.1 | 1975.3.28 | 村形貞彦（HBC）                 | 村形貞彦（HBC）                 | 新堀俊明                        | 新堀俊明                        | 新堀俊明          | （放送なし）      | （放送なし）      |
| 1975.3.31 | 1978.3.24 | 藤林英雄                        | 藤林英雄                        | 新堀俊明                        | 新堀俊明                        | 新堀俊明          | （放送なし）      | （放送なし）      |
| 1978.3.27 | 1978.4.1  | 藤林英雄                        | 藤林英雄                        | 新堀俊明                        | 新堀俊明                        | 新堀俊明          | 土屋統督          | （放送なし）      |
| 1978.4.3  | 1979.9.29 | 藤林英雄                        | 藤林英雄                        | 藤林英雄                        | 藤林英雄                        | 藤林英雄          | 土屋統督          | （放送なし）      |
| 1979.10.1 | 1980.3.29 | 藤林英雄                        | 藤林英雄                        | 藤林英雄                        | 小泉正昭                        | 小泉正昭          | 土屋統督          | （放送なし）      |
| 1980.3.31 | 1980.8.30 | 藤林英雄                        | 藤林英雄                        | 藤林英雄                        | 小泉正昭                        | 小泉正昭          | 小泉正昭          | （放送なし）      |
| 1980.9.1  | 1981.3.28 | 小泉正昭                        | 小泉正昭                        | 小泉正昭                        | 小泉正昭                        | 小泉正昭          | 五味陸仁          | （放送なし）      |
| 1981.3.30 | 1982.9.26 | 小泉正昭                        | 小泉正昭                        | 小泉正昭                        | 小泉正昭                        | 小泉正昭          | 奈良陽            | 奈良陽            |
| 1982.9.27 | 1983.4.3  | 小泉正昭                        | 小泉正昭                        | 小泉正昭                        | 小泉正昭                        | 小泉正昭          | 小島康臣          | 小島康臣          |
| 1983.4.4  | 1984.4.1  | 加藤和雄（共同通信社） 川戸恵子 | 加藤和雄（共同通信社） 川戸恵子 | 加藤和雄（共同通信社） 川戸恵子 | 加藤和雄（共同通信社） 川戸恵子 | 小島康臣 柳生直子 | 小島康臣 柳生直子 | 小島康臣 柳生直子 |
| 1984.4.2  | 1985.9.29 | 加藤和雄                        | 加藤和雄                        | 加藤和雄                        | 加藤和雄                        | 川戸恵子          | 川戸恵子          | 川戸恵子          |
| 1985.9.30 | 1986.9.28 | 五味陸仁                        | 五味陸仁                        | 五味陸仁                        | 五味陸仁                        | 川戸恵子          | 川戸恵子          | 川戸恵子          |
| 1986.10.4 | 1987.9.27 | （放送終了）                    | （放送終了）                    | （放送終了）                    | （放送終了）                    | （放送終了）      | 川戸恵子          | 川戸恵子          |
| 1987.10.3 | 1988.3.27 | （放送終了）                    | （放送終了）                    | （放送終了）                    | （放送終了）                    | （放送終了）      | 鈴木史朗          | 近藤美矩          |
| 1988.4.2  | 1988.6.26 | （放送終了）                    | （放送終了）                    | （放送終了）                    | （放送終了）                    | （放送終了）      | 鈴木史朗          | 下村健一          |
| 1988.7.2  | 1988.9.25 | （放送終了）                    | （放送終了）                    | （放送終了）                    | （放送終了）                    | （放送終了）      | 鈴木史朗          | 松永邦久          |

備考
- 特記以外はTBS所属のアナウンサー、報道記者。カッコ内は当時の所属先（出向元）の放送局・通信社である
- 鈴木は『JNNニュース』→『JNNスポーツ&ニュース』も続投。
- 1976年3月1日の放送は、ロッキード事件で第二次証人喚問が行われた事から、「ロッキード事件特集」として、15分拡大し、23:35まで放送した。
- 日本航空123便墜落事故が発生した1985年8月12日放送版は当時JNNニュースコープのキャスターを務めた田畑光永が登板。
- 1985年12月28日の放送は、第2次中曽根内閣 (第2次改造)組閣のため10分延長した。このため後続の全国高等学校ラグビーフットボール大会の中継放送開始が繰り下げられたことから、同番組をネットする独立局や系列外の局向けに、高校ラグビーを放送する共同制作機構（実質毎日放送）が用意したフィラー映像の南極映像を23:45-55の10分間流す事態となった。なお映像はステーションブレイクの真っ只中に挿入されたため、この映像の前後両方にスポットCMが流れた。

## ネットしていた局
※特筆すべき事項がない局は放送開始から終了まで。
| 放送対象地域           | 放送局         | 備考                                                                    |
| ---------------------- | -------------- | ----------------------------------------------------------------------- |
| 関東広域圏             | 東京放送       | 幹事局 現：TBSテレビ                                                    |
| 北海道                 | 北海道放送     |                                                                         |
| 青森県                 | 青森テレビ     | 1969年12月1日開局から 1975年3月30日まではANN加盟のため番販扱いで放送    |
| 岩手県                 | 岩手放送       | 現：IBC岩手放送 月・水・金曜は23:55からの時差ネットで放映された時期あり |
| 宮城県                 | 東北放送       |                                                                         |
| 福島県                 | テレビユー福島 | 1983年12月4日開局から                                                   |
| 山梨県                 | テレビ山梨     | 1970年4月1日開局から                                                    |
| 新潟県                 | 新潟放送       |                                                                         |
| 長野県                 | 信越放送       |                                                                         |
| 静岡県                 | 静岡放送       |                                                                         |
| 石川県                 | 北陸放送       | 1969年10月6日ネット開始                                                 |
| 中京広域圏             | 中部日本放送   | 現：CBCテレビ                                                           |
| 近畿広域圏             | 朝日放送       | 1975年3月30日まで。現：朝日放送テレビ                                   |
| 近畿広域圏             | 毎日放送       | 1975年3月31日から 腸捻転解消による移行                                  |
| 島根県 →島根県・鳥取県 | 山陰放送       |                                                                         |
| 岡山県 →岡山県・香川県 | 山陽放送       | 現：RSK山陽放送                                                         |
| 広島県                 | 中国放送       |                                                                         |
| 山口県                 | テレビ山口     | 1970年4月1日開局から                                                    |
| 高知県                 | テレビ高知     | 1970年4月1日開局から                                                    |
| 福岡県                 | RKB毎日放送    |                                                                         |
| 長崎県                 | 長崎放送       | 1976年4月5日ネット開始 日曜のみ1985年4月7日より時差ネット               |
| 熊本県                 | 熊本放送       |                                                                         |
| 大分県                 | 大分放送       |                                                                         |
| 宮崎県                 | 宮崎放送       |                                                                         |
| 鹿児島県               | 南日本放送     |                                                                         |
| 沖縄県                 | 琉球放送       | [ 注 10 ]                                                               |